# Adel Chedli
Adel Ben-Bechir Chedli (in arabo عادل الشاذلي‎?; La Ricamarie, 16 settembre 1976) è un ex calciatore tunisino, di ruolo centrocampista.